# Berberis darwinii
Espèce
Berberis darwinii, parfois appelée épine-vinette de Darwin, est une espèce de plantes à fleurs de la famille des Berberidaceae. C'est un arbuste originaire d'Amérique du sud (Argentine, Chili, Andes). Il est utilisé en Europe comme plante ornementale du fait de son feuillage persistant.

## Description
Son écorce est d'une couleur brun rougeâtre. Ses rameaux ligneux, à la sève jaune, sont parsemés de redoutables épines. Cet arbuste peut être utilisé pour constituer des haies.
En floraison de janvier à mars, ses petites fleurs hermaphrodites orangé sont très décoratives ; elles sont rapidement suivies de petites baies rouges, comestibles mais très acides.